# 禅与摩托车维修艺术
《禪與摩托車維修的藝術》（英语：Zen and the Art of Motorcycle Maintenance: An Inquiry into Values (ZAMM)，又称父子的世界，万里任禅游），是由罗伯特·梅纳德·波西格（Robert Maynard Pirsig）创作，首次出版于1974年，最初被121家出版商拒绝。这本书在全世界售出1000万本。《时代》周刊评选20世纪70年代十本最有影响力的书之一。通常被认为是美国文学文化偶像。

## 作者
罗伯特·梅纳德·波西格（Robert Maynard Pirsig），1928年9月6日生于明尼阿波利斯，美国作家与哲学家。

## 内容
本书以自传的形式讲述了主角波西格与长子克里斯骑摩托车穿越美国的故事。书里主人公以回忆或对话的形式阐述各个哲学流派的观点，包含西方哲学与东方哲学。也如标题指出，有时作者会将哲学内容与摩托车维修的细节相联系。

## 评价
- 我因为写了一部人们把它和《禪與摩托車維修的藝術》相比较的书而感到甚受恭维。我希望拙作（《时间简史》）和《禪與摩托車維修的藝術》一样使人们觉得，他们不必自处于伟大的智慧及哲学的问题之外。——物理学家史蒂芬·霍金
- 我尝试用许多事情来吸引球员，让他们更集中注意力。比如，在旅途中我会拿出像《禪與摩托車維修的藝術》这样的哲学书让他们阅读……一次，我们没有坐飞机而是租了一辆汽车从西雅图到波特兰旅行。我想让球员沉浸在景色中并达到一种不同的精神状况。——芝加哥公牛队教练菲尔·杰克逊
- 真挚、无邪、质朴而可信……它是小说、游记、追索、一组演讲和非宗教性的告白。——《纽约时报》书评周刊

## 中译本
| 出版时间  | 书名                              | 出版社               | 译者            | ISBN          |
| --------- | --------------------------------- | -------------------- | --------------- | ------------- |
| 1998年    | 父子的世界                        | 中国友谊出版公司     | 黄欣            | 9787505714984 |
| 2006年8月 | 万里任禅游                        | 重庆出版社           | 张国辰          | 9787536679160 |
| 2011年9月 | 禪與摩托車維修的藝術              | 重庆出版社           | 张国辰          | 9787229040369 |
| 2013年2月 | 禪與摩托車維修的藝術              | 行人                 | 宋瑛堂          | 9789868905535 |
| 2018年9月 | 禪與摩托車維修的藝術              | 重庆出版社           | 张国辰 / 王培沛 | 9787229131548 |
| 2020年5月 | 禪與摩托車維修的藝術-45周年纪念版 | 天下雜誌股份有限公司 | 宋瑛堂          | 9789863985372 |